# Marine Raiders

A insígnia dos Marine Raiders.

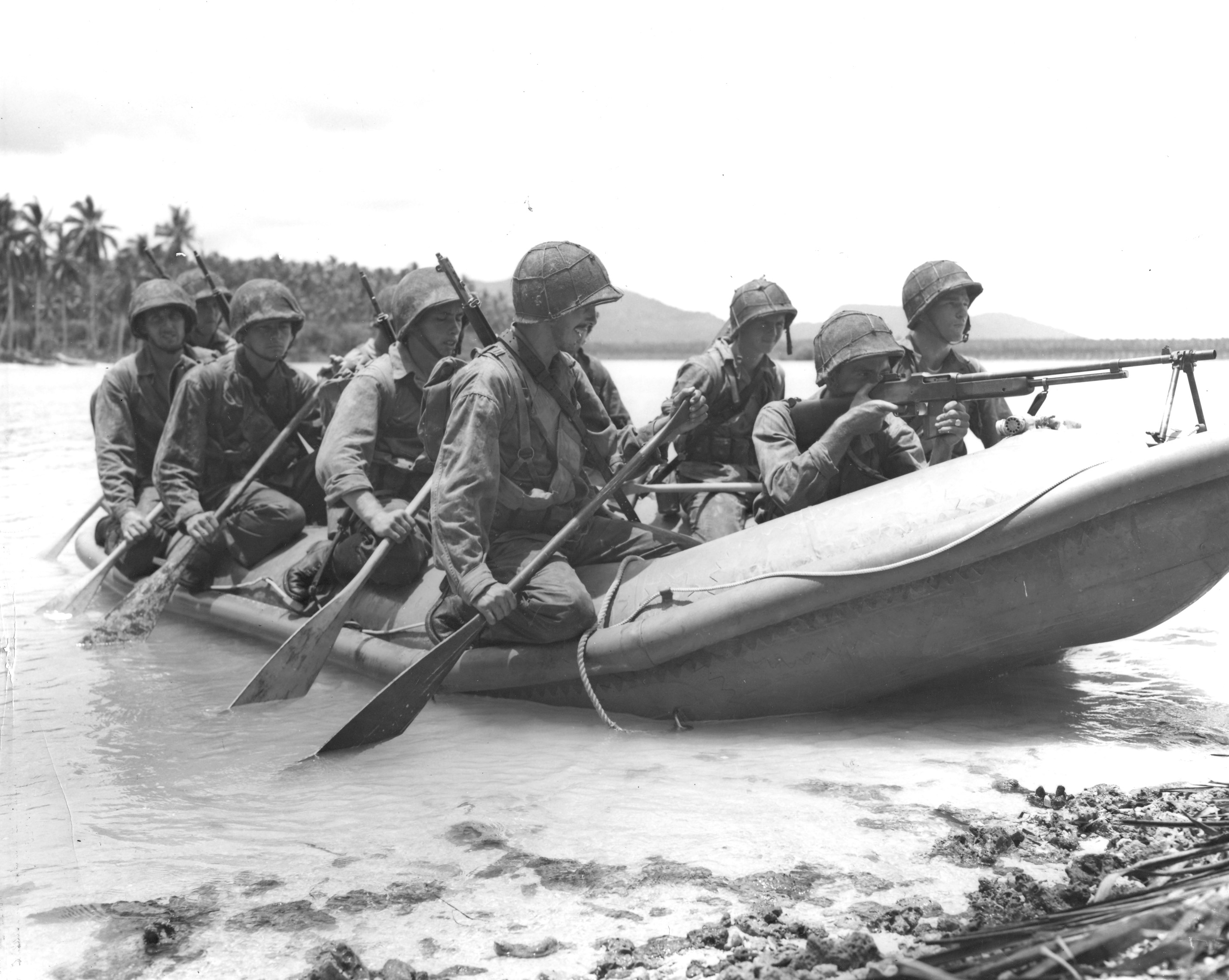
Marine raiders em Pavuvu, 1943.

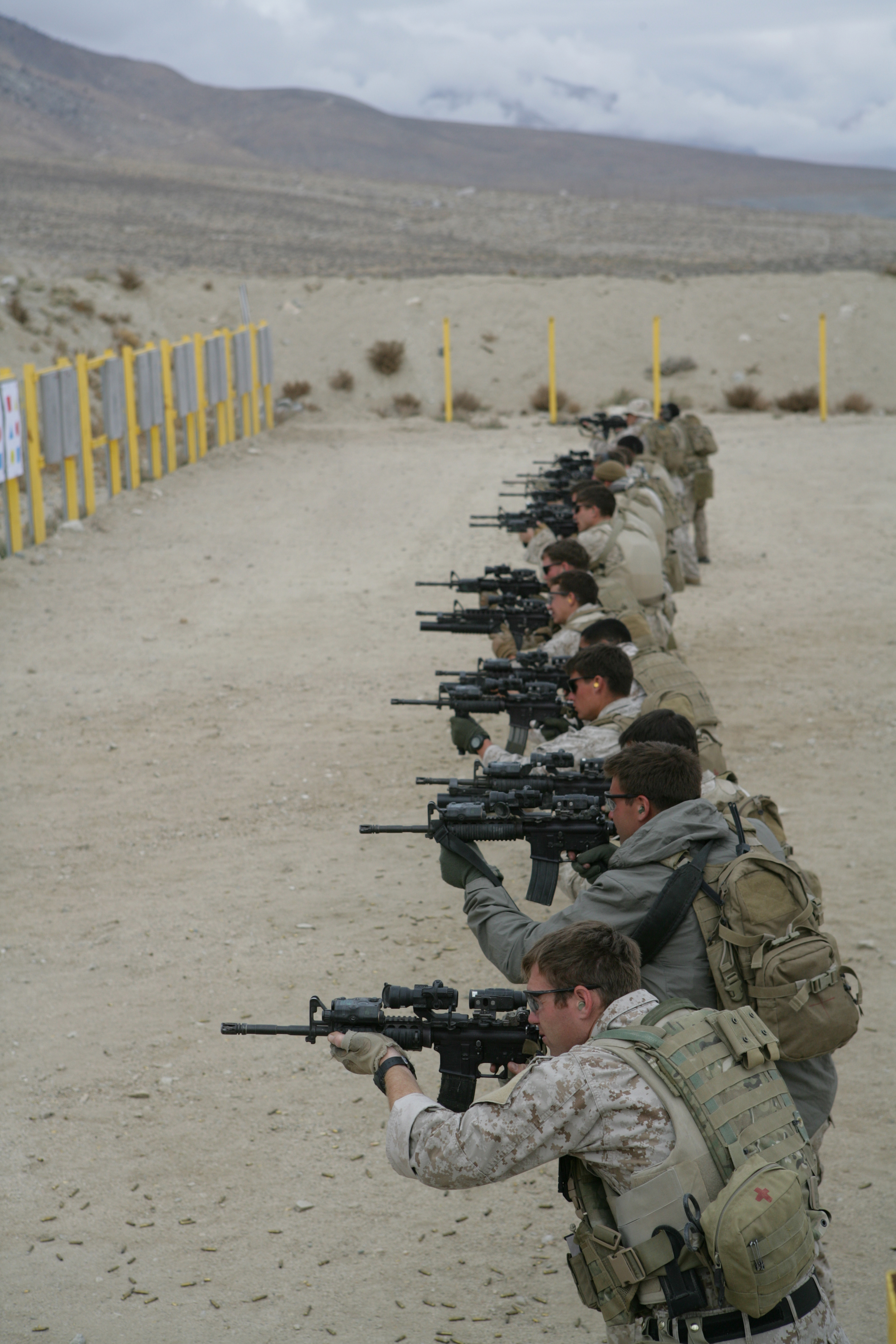
Fuzileiros modernos do batalhão Raider (MARSOC).

Os Marine Raiders foram uma força de elite do Corpo de Fuzileiros Navais dos Estados Unidos durante a Segunda Guerra Mundial. Foi criada como uma unidade especial de infantaria leve para guerra anfíbia, usando especialmente barcos infláveis e operavam atrás das linhas inimigas. Os  Raiders de "Edson" eram o 1º Batalhão enquanto os Raiders de "Carlson" eram o 2º Batalhão.
Contudo, apesar da intenção inicial de usar os Raiders apenas para operações especiais, a maioria de suas missões foram servir como infantaria convencional. Isso, combinado com o ressentimento do resto do corpo de fuzileiros navais a respeito dos Raiders serem "uma força de elite dentro de uma força de elite", levou ao eventual abandono do experimento.
No total, quatro batalhões Raiders serviram na Segunda Guerra, mas foram todos dispensados em 8 de janeiro de 1944 após o comando dos fuzileiros acreditar que os Raiders haviam vivido além do necessário. A mudança da natureza da Guerra do Pacífico, com muitos maciços desembarques anfíbios contra praias bem defendidas, negou a necessidade de mandar uma unidade leve bem atrás das linhas do inimigo.
Em 1 de fevereiro de 1944, o 1º Batalhão Raider foi fundido com o 4º Regimento convencional de fuzileiros. O 1º, 3º e 4º Batalhão Raider eventualmente se tornaram o 1º, 3º e 2º batalhões do 4º Regimento de fuzileiros. O pessoal do campo de treinamento dos Raiders foram transferidos para a 5ª Divisão de fuzileiros. Com o fim da guerra, eles participaram da ocupação do Japão.
Em 2014, o Marine Special Operations Regiment ("Regimento de Operações Especiais de Fuzileiros"), servindo sob o Comando de Forças especiais dos Fuzileiros (MARSOC), foi renomeado Marine Raider Regiment.